# یودبینا
یودبینا (به لاتین: Udbina) یک سکونتگاه مسکونی در کرواسی است که در Lika-Senj County واقع شده‌است.

## خصوصیات
یودبینا ۱٬۸۷۴ نفر جمعیت دارد.